# Talion
Unter Talion, alternativ ius talionis oder Talionsprinzip, versteht man eine Rechtsfigur, nach der zwischen dem Schaden, der einem Opfer zugefügt wurde, und dem Schaden, der dem Täter zugefügt werden soll, ein Gleichgewicht angestrebt wird. Der Ausdruck ius talionis setzt sich zusammen aus lateinisch ius ‚Recht‘ und lateinisch talio ,Vergeltung‘ im Sinne eines Ausgleichs.
Der vorantike, altorientalische Ausdruck „Auge um Auge, Zahn um Zahn“ ist davon ein Spezialfall, in dem dieses Gleichgewicht nach einer Körperverletzung durch Zufügen eines gleichartigen Schadens hergestellt werden soll („wie du mir, so ich dir“). Davon ist die Spiegelstrafe zu unterscheiden, die eine Anknüpfung an Organe, mit denen die Tat begangen wurde, vornimmt, z. B. das Abhauen der Diebeshand.
Die Talion ist ein Unterfall der Vergeltung, die auch solche Schädigungen eines Täters umfasst, die über die Talion hinausgehen, und ist zur Zeit der Privatstrafe, bei der die Bestrafung des Täters dem Opfer zugesprochen wurde, vom Schadensersatz kaum zu unterscheiden. Der hebräisch-biblische Kontext, in dem die Formel „Auge für Auge“ auftritt, und die jüdische Tradition widersprechen der Auslegung als Talionsprinzip. Es wird kein Fall einer körperlichen Talion in der Bibel berichtet, noch lag die altorientalische Talion in der Absicht der hebräischen Bestimmungen und Rechtssätze. Die rabbinische Tradition lehrte seit jeher, dass es sich vielmehr um einen finanziellen Ausgleich handelt, der sich nach der Höhe des Schadens richtet (absteigend: Brandmal > Wunde > Beule).

## Älteste Belege
Als ältester Beleg für die Verschriftlichung des ius talionis gilt der Codex Ur-Nammu, eine Sammlung von Rechtssätzen des Königs Ur-Nammu (2112–2095 v. Chr.). Der erste Rechtssatz lautet:

„Wenn ein Mann einen Mord begangen hat, soll besagter Mann getötet werden.“

Auch der zeitlich spätere Codex des Lipit Ištar von Isín (1934–1923 v. Chr.) wendet diesen Grundgedanken an:

„Wenn jemandes Sklavin oder Sklave im Inneren der Stadt entflohen ist und nachgewiesen wird, dass er sich im Hause eines Anderen einen Monat lang aufgehalten hat, wird er Sklaven für Sklaven geben.“

Beim Codex Hammurapi ist in der Regel der Spezialfall „Auge um Auge“ angeordnet. Im Übrigen ist es schwierig, bei inkommensurablen Verhältnissen zwischen Schaden und Strafe zu beurteilen, ob es sich um eine Talion handeln soll, oder ob auch eine besondere Präventionsabsicht hinter der Strafe steht, die zu einer die Talion überschießenden Strafe führt. So heißt es in den §§ 3, 4:

„Wenn ein Bürger vor Gericht zu falschem Zeugnis auftritt und seine Aussage nicht beweist, so wird, wenn dieses Gericht ein Halsgericht ist, dieser Bürger getötet. Wenn er zu einem Zeugnis über Getreide oder Geld auftritt, muss er die jeweilige Strafe dieses Prozesses tragen.“

Hier hat das Opfer noch keinen Schaden erlitten, er drohte ihm nur; gleichwohl ist der Gedanke des Gleichgewichts unverkennbar.
Als geprägte Formel taucht „Auge um Auge“ in der Tora als Rechtssatz auf:

„(Rechtswegen sollte) Auge für Auge (sein), Zahn für Zahn, Hand für Hand, Fuß für Fuß. Brandmal für Brandmal, Wunde für Wunde, Beule für Beule, (daher muss der Täter Geld dafür geben).“

Dieser Rechtssatz belegt eine wichtige Phase in der Erweiterung und Entwicklung des (hebräischen) Strafrechts; private Rache, Familienrache und Stammesrache wurden so begrenzt. Hinzu kommt, dass die Tora Körperverletzungen in allen sozialen Schichten und Geschlechtern, d. h. an Armen und Reichen, Frauen und Männern, vollständig gleich behandelt. Der Philosoph Philon von Alexandria bezeichnete diesen als „Interpret und Lehrer der Gleichheit“. Forscher nehmen oft an, dass die Talion sich aus der mit nomadischem Sippenrecht verbundenen Blutrache entwickelt habe und diese eindämmen sollte. Die bis dahin mehrfache Vergeltung an der Sippe des Täters, wie sie etwa noch als vergangene Historie in der Torah Gen 4,15 , „Darum soll jeder, der Kain erschlägt, siebenfacher Rache verfallen“, anklingt, sollte auf das Ausmaß des erlittenen Schadens begrenzt und nur an der Person des Täters vollzogen werden. Das reagierte offenbar auf ausufernde Blutfehden, bei denen ganze Sippen sich generationenlang gegenseitig auszulöschen trachteten. Aber es ist aus der Zeit vor der Verschriftlichung des Rechts kein derartiger Brauch über eine überschießende Rache als historisch vollzogen überliefert. Dass die Bibelstellen historische Rechtsauffassung schildern, die nun gemildert würde, ist zweifelhaft. Die überschießende Rache kann durchaus schon immer missbilligt worden sein.
Ein altrömisches Gesetz (leges regiae) aus der Königszeit ließ es anfänglich noch zu, dass der an einem freien Menschen vorsätzlich begangene Mord (parricidium) durch die Angehörigen des betroffenen Familienverbandes (gens) mit der Blutrache gerächt werden konnte. Um einer ausufernden Sippenfehde entgegenzusteuern, durfte der Mörder nur dann ohne vorangegangenes Gerichtsverfahren getötet werden, wenn die Täterschaft als zweifelsfrei erwiesen galt. Der Bluträcher, der diesem einschränkenden Grundsatz zuwiderhandelte, wurde selbst als  parricidas (Mörder) angesehen.

## Gesellschaftliche Bedingungen
Das Prinzip der identischen Vergeltung, oder ius talionis, setzt voraus, dass in einer Gesellschaft zu ahndende Taten als Konflikte zwischen Menschen angesehen werden, die durch einen Ausgleich behoben werden können. Bei kultischen Vergehen hat dieses Institut daher keinen Sinn. Daher kann man davon ausgehen, dass ein ius talionis dort keinen Raum hat, wo eine Gewichtsbestimmung einer Untat aus religiösen Gründen keinen Platz hat. So gibt es akephale Gesellschaften Afrikas, bei denen die Untaten Beleidigungen der Erde und der Ahnen darstellen, die ihrerseits über den Täter die Übel bringen. Die Maßnahmen des Clans haben dagegen nicht den Zweck, irgendeine Gleichwertigkeit der Buße mit der Tat zu verwirklichen, sondern den Zorn der Erde und der Ahnen abzuwenden. Auch dann, wenn das Recht nicht dem Frieden innerhalb der Gesellschaft, sondern der Durchsetzung eines Staatszieles dient, hat eine solche Gewichtung keine Funktion. Daher gibt es im Alten, Mittleren und Neuen Reich Ägyptens keine Anzeichen für die Anwendung eines ius talionis. Im Alten und Mittleren Reich diente das Recht der Durchsetzung eines Staatszieles, im Neuen Reich war dem Recht der unerforschliche Ratschluss der Götter übergeordnet.
Eine weitere Bedingung ist, dass es sich bei den Vergehen nur um vorsätzliche Taten oder um reines Erfolgsstrafrecht handelt. Aber in den überlieferten Rechtsvorstellungen ist eine Milderung für nichtvorsätzliche Taten die Regel, soweit es sich nicht um reinen Schadensersatz handelt, was nicht immer zu trennen ist. So bestimmt die römische Zwölftafelgesetzgebung, dass die nicht vorsätzliche Tötung eines Menschen (Si telum manu fugit magis quam iecit, arietem subicito) mit einer Sachleistung gesühnt wird. Der Widder oder Schafkopf sollte stellvertretend für den fahrlässig handelnden Verantwortlichen zum Gegenstand der Rache werden.

## Gesetze
Neben den angeführten ältesten Belegen sind auch im europäischen Raum gesetzliche Regelungen überliefert, die dem Talionsgedanken Rechnung tragen.
Das um 451 v. Chr. datierte römische Zwölftafelgesetz regelte für den Fall einer schweren Körperverletzung, die den Verlust eines wichtigen Körpergliedes zur Folge hatte, der Täter mit einer gleichartigen körperlichen Vergeltung bestraft werden konnte, wenn kein sonstiger Opferausgleich hergestellt wurde (Si membrum rupsit, ni cum eo pacit, talio esto).
Weiter findet sich im Königsgesetz von 818/819 die Bestimmung, dass bei der Tötung eines Menschen in der Kirche aus Notwehr außer Bußzahlungen für die Besudelung der Kirche durch das Blut des Getöteten auch eine Buße durch die Geistlichen verhängt wurde, „die der Tat, die er beging, entspricht.“ In der Lex Frisionum wird für einen getöteten Knecht eine Buße „gemäß dem, wie er eingeschätzt wird, und sein Herr beschwöre mit seinem Eide, dass er diesen Preis gehabt habe“ angeordnet. Deutlich wird die Talion noch durch die Bestimmung, dass der Anstifter eines Totschlags, wenn der Täter gefasst wurde, keine Buße zu zahlen braucht, aber „die Fehde der Verwandten des getöteten Mannes“ zu dulden habe, „bis er, wie er kann ihre Freundschaft zurück erlangt“ hat.
Das älteste norwegische Rechtsbuch, das Gulathingslov, hat für die meisten Straftaten Geldbußen festgesetzt. Aber auch gleichartige Erwiderung der Tötung kommt vor:

„Wenn ein Mann einen anderen auf dem Schiffe erschlägt, da ist es gut, wenn man Rache nimmt oder den Totschläger über Bord wirft.“

Bemerkenswert ist dabei, dass die Rache hier nicht den Verwandten zusteht, sondern bei sofortiger Ausführung der Schiffsbesatzung. Auch in der Grágás ist die Rache erlaubt bis zur Zeit des nächsten Allthing. Dann ist die Tötung vor das Allthing zu bringen. Die Rache dürfen nur die vollziehen, die vor dem Allthing klageberechtigt wären, in den ersten zwölf Stunden aber jedermann. Im Übrigen wird durch Gerichtsentscheid regelmäßig die Friedlosigkeit verhängt, was einem Todesurteil, das durch die Klägerseite zu vollstrecken ist, gleichkommt: Auf den Täter ist ein gesetzliches Kopfgeld ausgesetzt. An Schwangeren darf keine Rache geübt werden, auch wenn sie friedlos sind. Bemerkenswert ist, dass ein Vergleich zwischen dem Täter und der Familie des Opfers ohne Erlaubnis des Allthings verboten ist. Auch ist es dem, der die Ächtung betrieben hat, untersagt, auf die Erschlagung zu verzichten und den Friedlosen laufen zu lassen. Im Uplandslag des schwedischen Königs Birger wird der Mord des Knechtes an seinem Herrn mit dessen Tod geahndet. Im Übrigen gilt das Wergeld.

## Beteiligte
Die Sippenverbundenheit der Menschen führte in frühen Kulturstufen dazu, dass sich nicht Täter und Opfer gegenüberstanden, sondern die Sippe des Täters und die Sippe des Opfers. Im Codex Hammurapi finden sich in §§ 210 und 230 dafür Beispiele. In § 209 heißt es:

„Wenn ein Bürger eine Tochter eines Bürgers schlägt und dabei eine Fehlgeburt verursacht, so soll er zehn Scheqel Silber für die Leibesfrucht zahlen.“

§ 210 fährt dann fort:

„Wenn diese Frau stirbt, soll man ihm eine Tochter töten.“

In § 229 ist entschieden:

„Wenn ein Baumeister einem Bürger ein Haus baut, aber seine Arbeit nicht auf solide Weise ausführt, so dass das Haus, das er gebaut hat, einstürzt und er den Tod des Eigentümers des Hauses herbeiführt, so wird dieser Baumeister getötet.“

§ 230 fährt dann fort:

„Wenn er den Tod eines Sohnes des Eigentümers des Hauses herbeiführt, so soll man einen Sohn des Baumeisters töten.“

Diese Grundanschauung der Sippenverbundenheit des Individuums ist auch im vorschriftlichen skandinavischen Recht nachweisbar. So schreibt der norwegische König Håkon Håkonsson (1217–1263) in der Einleitung zu seinem Frostathingslov:

„Jedermann wird wissen, wie es ein großer und übler Missbrauch lange in diesem Lande gewesen ist, dass, wenn ein Mann getötet wird, da wollen die Verwandten des Erschlagenen sich den aus dem Geschlechte des Töters aussuchen [um ihn zu erschlagen], der der beste ist, obwohl er bei der Tötung weder Mitwisser war, noch sie wollte, noch dabei geholfen hat, und sie wollen sich nicht an dem rächen, der getötet hat, obgleich das möglich wäre. Und so hat der wertlose Mann Nutzen von seiner Schlechtigkeit und seinem Unheil, und der Schuldlose büßt seine Besonnenheit und männliche Trefflichkeit. Und so mancher hat auf diese Weise eine große Einbuße des Geschlechtes erlitten, und wir haben die besten unserer Leute im Lande verloren. Und deshalb bestimmen wir dieses als eine Sache ohne Zulassung einer Buße und mit Beschlagnahme des ganzen Vermögens bei jedem, der an einem anderen Rache nimmt als an dem, der tötet oder töten lässt.“

Diesen Grundsatz übernahm auch der norwegische König Magnus Håkonsson in seinem Landrecht, das die einzelnen Gaurechte ablöste:

„[Neidingswerk ist], wenn jemand sich an einem anderen rächt als dem Täter oder Anstifter.“

Schon im Gulathingslov gab es Sippenbußen und auch die Rechtsfigur der „Ringbußgemeinschaft“ und „Nasenbußgemeinschaft“ des altnorwegischen Rechts zeigt diese Eingebundenheit: Die Ringbußgemeinschaft war die Gruppe der nächsten Verwandten auf der Vaterseite und die Nasenbußgemeinschaft die auf der Mutterseite, die ebenfalls berechtigt waren, je nach Verwandtschaftsgrad, vom Täter Buße zu empfangen. Die Verwandtschaft des Täters war ebenfalls bußpflichtig. Im Frostathingslov heißt es:

„Der Töter oder der Sohn des Töters soll büßen dem Sohn des Getöteten eine gewogene Ertog und dreizehn gewogene Öre im Hauptring. Der Vater des Töters dem Vater des Toten ebensoviel. Der Bruder des Töters soll büßen dem Bruder des Toten zehn gewogene Öre [und so weiter bis hin zu den Vettersöhnen]“

Die gleiche Erscheinung findet man im Älteren Westgötalag. Nach dem Uplandslag des Königs Birger von Schweden haftete die Hundertschaft, das heißt die Dorfgemeinschaft für die Totschlagsbuße, wenn man den Totschläger nicht feststellen konnte. Die gleiche Vorstellung findet man im mittelalterlichen Russland, wo die unterste Ebene der Dorfgemeinschaft, Werw genannt, für die Taten ihrer Mitglieder einzustehen hatte. In § 23 Codex Hammurapi haftet die Stadt und der Vorsteher für den Schaden, den ein Einwohner durch einen Raub erlitten hat, wenn der Räuber nicht gefasst wurde.
Auch der Koran scheint von dieser Einbindung zu wissen, wenn er in Sure 2:178 feststellt:

„O ihr die ihr glaubt! Euch ist bei Totschlag Vergeltung vorgeschrieben: Ein Freier für einen Freien, ein Sklave für einen Sklaven und ein Weib für ein Weib!“

Allerdings betont auch der Koran, dass niemand „die Last eines anderen“ trägt (Sure 53:36–38).
Im israelitischen Recht schränkte die Tora diese vorher geübte sippenmäßige Verbindung der Tätersippe und der Opfersippe ein: Dtn 24,16  verankert die individuelle Zurechenbarkeit eines Vergehens und markiert damit einen Rechtsfortschritt:

„Es sollen nicht Väter für die Söhne und nicht Söhne für die Väter getötet werden. Jeder soll für seine eigene Verfehlung getötet werden.“

## Die Talion selbst
Wie bereits ausgeführt, ist es schwierig festzustellen, ob in einer Rechtsordnung Schaden und Strafe im Gleichgewicht stehen sollten. Deutlich wird das nur, wenn sich theoretische und programmatische Äußerungen rund um die Rechtsregel finden lassen, die belegen, dass man mit dem Schaden, den man dem Täter zudiktierte, tatsächlich eine Talion beabsichtigte. Auch wenn angeordnet wird, dass die Opferseite die Buße bestimmen durfte, sind andere Zwecke als die Talion nicht ersichtlich. Dies ist vor allem dann anzunehmen, wenn die Vollstreckung einer Leibesstrafe durch eine Bußzahlung abgewendet werden konnte. Auch geben Bußmaße für Verwundungen an den Geschädigten einen Anhaltspunkt für die Anwendung der Talion. Auch andere Zusammenhänge lassen einen solchen Rückschluss zu, so z. B. wenn in dem bereits im vorigen Abschnitt angeführten § 209 Codex Hammurapi aus der Tötung der Tochter des Täters im Falle des Todes des Opfers geschlossen werden kann, dass die zehn Scheqel Silber für die Leibesfrucht, wenn nur diese stirbt, eine Gleichwertigkeit darstellen sollen. Da die Wahrheitsfindung im Prozess fast ausschließlich auf Zeugenaussagen beruhte, war die falsche Anschuldigung einer der neuralgischen Punkte der Rechtspflege. Hier wird das ius talionis daher schon auf die Gefährdung des zu Unrecht Beschuldigten angewendet, so wörtlich im Alten Testament:

„So sollt ihr ihm tun, was er plante, seinem Bruder zu tun.“

Im Codex Lipit Ištar soll der falsche Ankläger die Strafe erleiden, die der Beschuldigte zu tragen gehabt hätte, und die Verleumdung einer Jungfrau, sie sei nicht mehr Jungfrau, wurde mit 10 Scheqel Silber bewertet.
Bei manchen Tatbeständen, insbesondere im Bereich des Sexualstrafrechts, ist nicht ein Gleichgewicht zwischen Schaden und Buße, sondern zwischen dem Grad gesellschaftlicher Missbilligung und Buße anzunehmen. So bestimmen die Gesetze Æthelberhts von Kent:

„Wenn der König in jemandes Wohnung trinkt und jemand da etwas Unrechts begeht, büße er die doppelte Buße.“

Die Talion wurde nicht immer von einem Richter festgesetzt. Manchmal waren es „verständige Männer“:

„Wenn jemand einen Mann an der Nase verwundet, soll ein Entstellungsgeld entrichtet werden, und so überall, wo nicht Haar oder Kleidung den Schaden verhüllt. Und das Entstellungsgeld soll so viel betragen, als unparteiische Männer schätzen.“

Es gibt viele Beispiele, nach denen der Verletzte die Talion unter Zeugen selbst festsetzen durfte. Gleichwohl werden nur sehr selten unverhältnismäßige Forderungen berichtet. Offenbar wusste der Verletzte, in welchem Rahmen er sich zu bewegen hatte, und eine unbillige Forderung hätte seine Ehre innerhalb der Gemeinschaft vernichtet, oder der angestrebte anschließende Friede wäre nicht zustande gekommen. Doch häufig sind in den Rechtsbüchern Tarife für bestimmte Verletzungen genannt, die auch für ähnlich andere Verletzungen den Rahmen vorgaben. Ansonsten scheint das Wergeld die Talion für ein Leben gewesen zu sein. Im Edictus Rothari wird für die Tötung eines Freien ein Wergeld verlangt. War das Opfer aber der Herr des Täters, folgte die Todesstrafe. Hinsichtlich des Opfers entsprachen sich also Todesstrafe und Wergeld als Talion. Eine ähnliche Relation findet sich in der Lex Gundobada des Königs Gundobad von Burgund (König von 480 bis 516), wenn für die Tötung eines königlichen Gutsverwalters ein Wergeld verlangt wird, ist der Täter jedoch Knecht, die Todesstrafe zu verhängen ist. Beim Gattenmord galten bei den Langobarden Männer mehr als Frauen. Tötete der Mann seine Frau, musste er 1200 Schilling zahlen, halb dem König, halb den Verwandten, wie für die Tötung einer fremden Frau, so dass der Genugtuungsbetrag nur 600 Schilling betrug. Tötete die Frau ihren Mann, wurde sie mit dem Tode bestraft. Eine bemerkenswerte Talionsregel für den Schadensersatz enthält das Gesetz Æthelberhts von Kent:

„Wenn ein Freier bei eines freien Mannes Frau liegt, erkaufe er sie mit ihrem Wergelde und erwerbe eine andere Frau aus seinem eigenen Vermögen und bringe sie ihm heim.“

Es gibt auch eine umgekehrte Durchbrechung der Talion: Im Uplandlag wird eine Höchstbuße von vierzig Mark bestimmt.

## Zitierte Literatur
- Franz Beyerle (Hrsg.): Die Gesetze der Langobarden (= Germanenrechte. Bd. 3, ZDB-ID 1029124-6). Böhlau, Weimar 1947.
- Franz Beyerle (Hrsg.): Gesetze der Burgunden (= Germanenrechte. Bd. 10). Böhlau, Weimar 1936.
- Karl August Eckhardt: Die Gesetze des Karolingerreiches. 714–911. Band 1: Salische und ribuarische Franken. (= Germanenrechte. Bd. 2, 1). Böhlau, Weimar 1934.
- Andreas Heusler: Isländisches Recht. Die Graugans (= Germanenrechte. Bd. 9). Böhlau, Weimar 1937 (hier „Grágás“);
- Wolfgang Helck: Wesen, Entstehung und Entwicklung altägyptischen „Rechts“. In: Wolfgang Fikentscher, Herbert Franke, Oskar Köhler (Hrsg.): Entstehung und Wandel rechtlicher Traditionen (= Veröffentlichungen des Instituts für Historische Anthropologie e. V. Bd. 2). Alber, Freiburg (Breisgau) 1980, ISBN 3-495-47423-4, S. 303–324.
- Max Kaser: Das Römische Privatrecht. 2. Auflage. C.H. Beck, München / Würzburg 1971, ISBN 3-406-01406-2, § 39, S. 147–148, § 41, S. 155–157.
- Wolfgang Kunkel, Martin Schermaier: Römische Rechtsgeschichte. 13. Auflage, Böhlau, Köln u. a. 2001, ISBN 978-3-8252-2225-3, S. 34, 43.
- Rudolf Meißner (Übersetzer): Norwegisches Recht. Das Rechtsbuch des Frostothings(= Germanenrechte. Bd. 4). Böhlau, Weimar 1939.
- Rudolf Meißner (Übersetzer): Norwegisches Recht. Das Rechtsbuch des Gulathings (= Germanenrechte. Bd. 6). Böhlau, Weimar 1935.
- Rudolf Meißner (Übersetzer): Landrecht des Königs Magnus Hakonarson (= Germanenrechte. Nordgermanisches Recht. NF Bd. 2, ZDB-ID 634842-7). Böhlau, Weimar 1941.
- Felix Niedner (Übersetzer): Die Geschichte vom Skalden Egil (= Thule. Bd. 3, ZDB-ID 516164-2). Diederichs, Düsseldorf u. a. 1963.
- Eckart Otto: Die Geschichte der Talion. In: Eckart Otto: Kontinuum und Proprium. Studien zur Sozial- und Rechtsgeschichte des Alten Orients und des Alten Testaments; Wiesbaden 1996, S. 224–245.
- Reinhold Schmid (Hrsg.): Die Gesetze der Angelsachsen. In der Ursprache mit Übersetzung, Erläuterungen und einem antiquarischen Glossar. 2., völlig umgearbeitete und vermehrte Auflage. Brockhaus, Leipzig 1858.
- Rüdiger Schott: Afrikanische Rechtstraditionen der Bulsa in Nord-Ghana. In: Wolfgang Fikentscher, Herbert Franke, Oskar Köhler (Hrsg.): Entstehung und Wandel rechtlicher Traditionen (= Veröffentlichungen des Instituts für Historische Anthropologie e. V. Bd. 2). Alber, Freiburg (Breisgau) 1980, ISBN 3-495-47423-4, S. 265–301.
- Claudius von Schwerin: Schwedische Rechte. Älteres Westgötalag, Uplandslag (= Germanenrechte. Bd. 7). Böhlau, Weimar 1935.